# Móni Ottó
Móni Ottó (Budapest, 1934. február 12. –) magyar színész.

## Életpályája
Az Ifjúsági Színháznál indult pályája 1950-től. 1951-től a Pécsi Nemzeti Színháznál töltött két évadot, majd 1953-tól az Állami Déryné Színház színésze lett. 1957-től a szolnoki Szigligeti Színházhoz szerződött. 1960-tól a Néphadsereg Művészegyüttesének, 1967-től a Vígszínház társulatának tagja volt. 1971 és 1994 között a Bartók Gyermekszínház, illetve utódszínházai, a Budapesti Gyermekszínház és az Arany János Színház színművésze volt. Főleg karakterszerepeket alakított.

## Színházi szerepeiből
- William Shakespeare: A két veronai nemes... Antonio, Proteus apja
- William Shakespeare: Lear király... Öreg, Gloster gróf szolgája
- William Shakespeare: Szentivánéji álom... Ösztövér, szabó
- William Shakespeare: Vízkereszt vagy amit akartok... darabont
- Molière: Tartuffe... Damis
- Molière: Úrhatnám polgár... szabómester
- Carlo Collodi: Pinokkio... Meggyes orrú
- Pavel Kohout: Ilyen nagy szerelem... Novák
- Valentyin Petrovics Katajev: Távolban egy fehér vitorla... Bondragyenko rendőrfőnök
- Alekszej Konsztantyinovics Tolsztoj: Aranykulcsocska, avagy Burrattino, a fabábú kalandjai... Carlo papa
- Borisz Gorbatov: Az apák ifjúsága... Antyip
- Szigligeti Ede: Liliomfi... Idős Schwartz, pesti fogadós
- Jókai Mór: A kőszívű ember fiai... Von Leutenberg
- Jókai Mór: Az aranyember... Fabula János, hajókormányos
- Móricz Zsigmond: Égi madár... nagygazda
- Kosztolányi Dezső: Édes Anna... Moviszter doktor
- Dóczy Lajos: Csók... Navarrai kapitány
- Urbán Ernő: Tűzkeresztség... Ható Imre
- Barta Lajos: Szerelem... Postás
- Dobozy Imre: Szélvihar... Szusza Kis
- Csizmarek Mátyás: A borjú... Kispál Jóska
- Mesterházi Lajos: Férfikor... szereplő
- Fehér Klára: Mi, szemüvegesek... Doktor bácsi
- Polgár András: Családi fénykép... Gyuri bácsi
- Kacsóh Pongrác: János vitéz... II. gazda
- Zerkovitz Béla: Csókos asszony... Rendőr
- Békés József: Várj egy órát... Kövér
- Jékely Zoltán: Mátyás király juhásza... Burkus király
- Romhányi József: Csipkerózsika... Leó
- Turián György: A varázspálca... Rabló Rókus
- Urbán Gyula: Tündér Ilona... Udvarmester
- Szakcsi Lakatos Béla – Csemer Géza: A négy lópatkó... Csácsó

## Díjai, elismerései
- Szocialista kultúráért (1980)
- SZOT aranyérem (1984)

## Filmes és televíziós szerepei
- Egy pár papucs (1964)
- A névtelen vár (1981)
- Freytág testvérek (1989)
- Szőke kóla (2005)